# Izvoarele (Blaj), Alba
Izvoarele, mai demult Ciufud (în maghiară Csifut, în germană Ziffendorf), este o localitate componentă a municipiului Blaj din județul Alba, Transilvania, România.

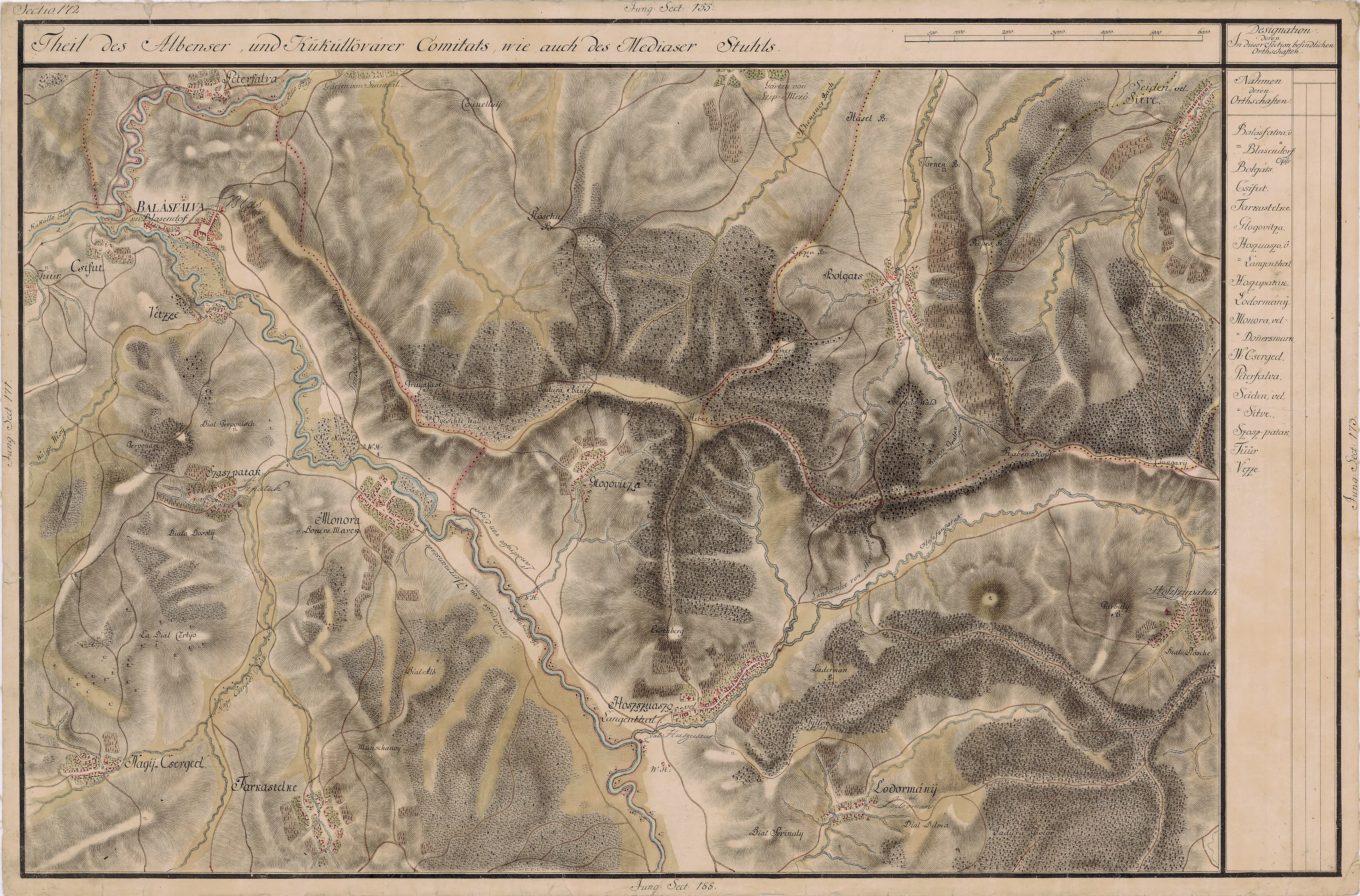
Izvoarele (Csifut) în Harta Iosefină a Transilvaniei,
1769-1773 (Sectio 172)

## Istoric
Pe Harta Iosefină a Transilvaniei din 1769-1773 (Sectio 172) localitatea apare sub numele de "Csifut".

## Personalități
- Ioan Simu (1875-1948), protopop român unit al Sebeșului,  deputat în Marea Adunare Națională de la Alba Iulia 1918

 Acest articol despre o localitate din județul Alba este deocamdată un ciot. Puteți ajuta Wikipedia prin completarea lui.